# Satoshi Tajiri
Satoshi Tajiri (jap. 田尻智, Tajiri Satoshi; * 28. August 1965 im Tokioter Bezirk Setagaya) ist ein japanischer Spieleentwickler. Er ist Mitgründer und Präsident von Game Freak, dem Entwicklerstudio hinter den Pokémon-Spielen. Er gilt als der Erfinder von Pokémon.

## Leben
Satoshi Tajiri verbrachte den überwiegenden Teil seiner Kindheit in Machida, einem Vorort von Tokio. Tajiri hatte ein sehr großes Interesse an Insekten. Er eignete sich einen großen Wissensschatz über sie an. Er zeichnete sie und hatte auch Interesse sie mit unterschiedlichen Möglichkeiten zu fangen.  Er dachte sich somit immer wieder neue Techniken aus, um Käfer anzulocken. Der Junge war von den Insekten so fasziniert, dass ihn seine Freunde Konchū-hakase (昆虫博士, dt. „Dr. Insekt“) nannten.
Tajiri ging nicht gern in die Schule. Sein Vater wollte, dass er den Beruf eines Elektrikers erlernte, doch Tajiri war dagegen. Später, in den 1970er Jahren, wurden die Lebensräume der Insekten in seinen Umkreis zerstört, durch Bebauung. Zu diesem Zeitpunkt keimten die ersten Ideen, welche die Pokémon betrafen. Tajiri wollte der neuen Generation von Kindern die Möglichkeit geben, sich mit Kreaturen zu beschäftigen, wie er es selbst als Kind gerne getan hatte. Um seine Ideen zu verwirklichen, meldete er sich in einer Technikschule an.
1982 erschuf Tajiri zusammen mit Freunden das Spielmagazin Game Freak. Einer dieser Freunde war Ken Sugimori, dieser war verantwortlich für die Zeichnung der Bilder von Pokémon. 1991 entdeckte Tajiri den Game Boy. Als er zum ersten Mal die Link Cables sah, stellte er sich sofort Insekten vor, welche die Kabel entlangkrabbeln. Die Pokémon waren nun geboren. Am Anfang basierte das Spiel auf einigen der Ideen über Kreaturen eines anderen Studios, das Kreaturen erfand. Zudem wollte er seine neu geschaffenen Kreaturen erst "Capsule Monsters" (Kapselmonster) nennen, da man die Pokemon in der geplanten Betaversion des Spiels noch in Kapseln fangen sollte, da die Pokébälle noch nicht erfunden waren. Doch Tajiri hatte noch ein anderes Problem, nämlich hatte er vergessen sich die Rechte für diesen Namen zu sichern. Somit hatte eine frühe Version von „Yu-Gi-Oh!“ diesen Namen bereits für sich beansprucht. So musste er sich einen anderen Namen überlegen und kam anschließend somit auf den Namen Pokémon. Tajiri musste sich auch einen Namen für seine neugegründete Firma überlegen und kam auf die Idee, diese Game Freak zu nennen, wie das Fanzine, das er in seiner Kindheit schrieb.
Tajiri begann für Nintendo zu arbeiten, da diese ihm ein gutes Angebot gemacht hatten und er verbrachte die nächsten sechs Jahre damit, seine Pokémon zu erfinden. Er wurde so zum Freund von Shigeru Miyamoto, dem Schöpfer von Mario Bros., The Legend of Zelda, Pikmin und Donkey Kong. Die Figuren Ash Ketchum und Gary Eich tragen in den japanischen Versionen der Pokémon die Namen Satoshi und Shigeru.